# Mata-Ratos
Mata-Ratos é uma banda portuguesa de punk rock formada no início de 1982 em Oeiras, nos subúrbios de Lisboa, influenciados pelo punk rock britânico e americano de finais dos anos 70 e início dos anos 80. É considerada uma banda mítica no cenário do punk rock português.

## História
O grupo formou-se em 1982. A formação original incluía o vocalista Jorge "Morte Lenta" Leal, o guitarrista Pedro Coelho, o baixista Pinela e o baterista Jó (Jorge Cristina).
Padecendo da animosidade tanto do público que ia aos seus concertos como dos promotores desses eventos a banda uniu esforços, em 1984, com outras bandas como os Crise Total, Ku de Judas e Grito Final para começar a organizar os seus próprios concertos em Lisboa, foi também neste ano que Miguel Newton entrou para a banda como vocalista.
Em 1988, o grupo era constituído por Miguel Newton na voz, Pedro Coelho na guitarra, Cascão no baixo e Jó na bateria. A primeira gravação oficial dos Mata-Ratos foi a demo-tape homónima, edição da Raticida Records, gravada em 1989. A cassete venderia cerca de 700 cópias. Em 1989 concorrem ao 6º concurso do Rock Rendez-Vous mas são afastados da final.
O grupo assina pela EMI-VC. Em Maio de 1990, gravam em Paço de Arcos o seu álbum de estreia com produção de Paulo Pedro Gonçalves. Rock Radioactivo é editado em Julho de 1990. O disco, atinge o 5º lugar do top português e vende mais de 6 mil cópias. 
Em 1990, Cascão e Jó saem e o grupo está vários meses sem ensaiar. Entram Cenoura no baixo e Alberto na bateria. Em Agosto de 1991, João Brr entra para o lugar de Cenoura. Em Dezembro de 1991 gravam cinco temas ("Xu-Pa-Ki", "Expulsos do Bar", "Paralisia Cerebral", "Aníbal Caga Tudo" e "Tira, Enrola e Come") para apresentar à editora. A EMI não aceita os temas e o grupo rescinde o contrato. Em 1993, Moles e Delfin entram para os lugares de Brr e de Alberto.
Expulsos do Bar, EP em vinil com os temas gravados em Dezembro de 1991, é editado em 1994. No ano seguinte foi editado (reedição em vinil cinzento) na Alemanha pela editora Street Beat. Ainda em 1994, a Drunk Records editou um split-CD com temas de Mata-Ratos, Pé de Cabra e Garotos Podres. O registo incluía três dos cinco temas do EP Expulsos do Bar mais oito temas gravados ao vivo.
Em 1995 foi editado o disco Estás Aqui, Estás Ali. Os Mata-Ratos, em conjunto com o grupo brasileiro Garotos Podres, fazem uma digressão pela Alemanha de forma a promover este novo disco. As duas bandas lançam o split EP Bebedeiras & Miúdas Tour 95. Em 1996, Vieira entra para o lugar de Delfin e Gordo Metralha substitui Moles.
Xu-Pa-Ki 82-97, uma edição limitada, comemorativa dos 15 anos de carreira do grupo, é editada em 1997. A compilação inclui temas do EP Expulsos do Bar", temas incluídos na compilação Vozes da Raiva, músicas ao vivo e músicas das primeiras demo-tapes.
Em Outubro de 1997, os Mata-Ratos gravam o disco Sente o Ódio. A seguir à gravação deste disco, Pedro Coelho decide sair do grupo. Sente o Ódio só seria editado em 1999, através da Alarm! Records (subsidiária da Guardians of Metal).
Ainda em 1999 é editado, pela francesa Crânes Blasés, o 7" EP Crime, gravado já com a nova formação. Trata-se de uma edição limitada a 555 cópias (vinil colorido) que inclui um tema inédito e três antigos. No ano de 2000, o grupo grava, no formato CD-R, Por Um Punhado de Ratos.
É editado um split-CD, de Mata-Ratos e Urban Crew, em 2002. Em Novembro de 2002 andam em turné (Portugal, França, Espanha e Bélgica) com os The Suspects.
Em Setembro de 2003, a Rastilho edita um EP em Vinil com 4 temas (três inéditos e um tema gravado ao vivo). A edição de Deus, Pátria e Família é limitada e numerada a 525 cópias. A formação actual inclui Miguel Newton na voz, Bacala na bateria, Bibi Ramone no baixo e Arlock Dias na guitarra.
Participam no disco Hangover HeartAttack de tributo aos Poison Idea.
Bacala e Bibi saem e dá-se o regresso do baterista Ricardo Vieira e a entrada de Arlock Esteves para o baixo. O álbum És um Homem ou és um Rato é editado em Junho de 2004 pela Ataque Sonoro. Ainda em 2004, participam do Festival Acção Directa, o primeiro festival de música punk dos Açores.
Em 2005 é editado Festa Tribal gravado ao vivo em Martingança (Maceira/Leiria), em 24 de abril de 2005, que agrupa 20 temas do grupo. O registo inclui ainda um CD-extra com conteúdos multimédia.

## Discografia
Entre a sua discografia encontram-se os discos: 

### Álbuns
- Mata-Ratos (Demo-Tape, 1989)
- Rock Radioactivo (1990, EMI Valentim de Carvalho)
- Expulsos do Bar (EP, 1994, Drunk Records/Fast'n'loud)
- Estás Aqui, Estás Ali! (1995, Drunk Records/Fast'n'loud)
- Xu-Pá-Ki 82-97 (1997, Drunk Records/Fast'n'loud)
- Sente o Ódio (1999, Alarm! Records)
- És um Homem ou és um Rato (2004, Ataque Sonoro)
- Festa Tribal (Ao vivo, 2005, Rastilho Records/Compact)
- Novos Hinos Para A Mocidade Portuguesa (2007, Rastilho Records)
- Banda Sonora do Apocalipse Anunciado (2016, Rastilho Records)
- Extremo Ocidente (2023, Tomba-Lobos Registos Phonographicos)

### Singles & Splits
- Mata-Ratos/Pé de Cabra/Garotos Podres (Compilação:"Vozes Da Raiva"1994, Drunk Records/Fast'n'loud)
- Bebedeiras e Miúdas Tour 95 (Split EP com Garotos Podres, 1995, Drunk Records/Fast'n'loud/Walzwek Records)
- To The East & To The West, Portugal vs. Czchec Republic (Split EP, 1998, Bastard Records/Fast'n'loud)
- Crime (EP, 1999, Crânes Blasés)
- Lisbonne vs. Paris (Split com Urban Crew, 2002, Bords du Seine)
- Deus, Pátria e Família (EP, 2003, Rastilho Records)